# Озеро Дьявола (Висконсин)
О́зеро Дья́вола (Чёртово озеро, англ. Devil's Lake) — озеро в южном хребте Барабу, примерно в двух милях к югу от Барабу, в округе Сок, штат Висконсин, США. У него нет выходов на поверхность, поэтому по некоторым определениям оно бессточное; однако, возможно, оно стекает по подземным каналам в реку Барабу, что делает озеро дренируемым подземными потоками (cryptorheic). Озеро является одной из главных достопримечательностей государственного парка Девилс-Лейк. Это также популярное место отдыха для водного спорта, рыбалки, пеших прогулок и скалолазания.

## Название
Озеро Дьявола было названо так потому, что оно расположено в глубокой расщелине без видимого притока и вытекающей реки. Термин «Озеро Дьявола» представляет собой неправильную интерпретацию названий Хо-Чанка Те Вакачакра или Де Вакакак (Тавакунчукда или Да-ва-ках-чар-гра), что точнее переводится как «Священное озеро» или «Дух-Озеро». 'Озеро ду́хов' имеет большое значение в устной истории Хо-Чанка, и часто утверждалось, что голоса духов можно было услышать во время празднований.

## История

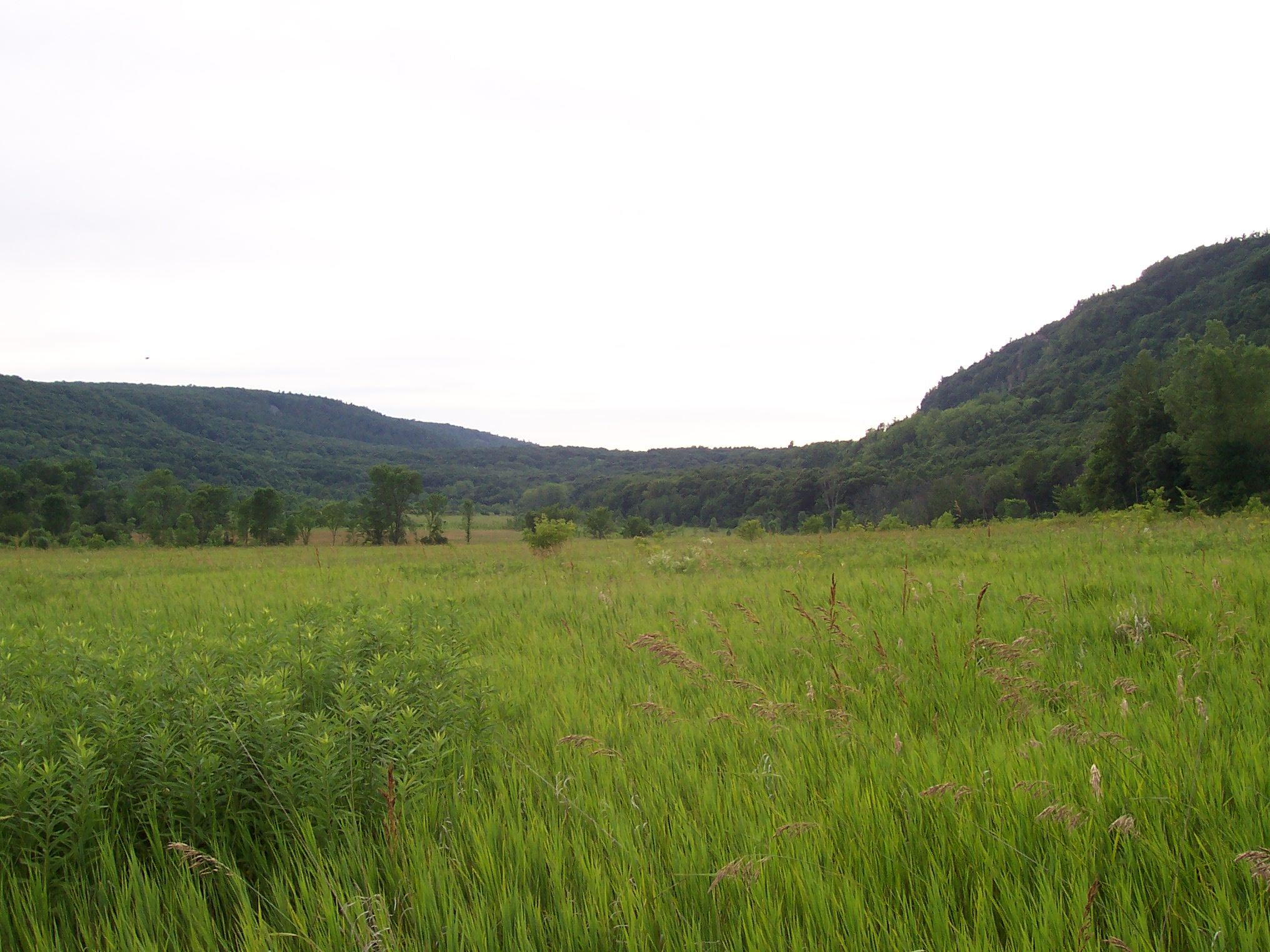
Конечная морена, простирающаяся через бывшее речное ущелье в государственном парке Девилс-Лейк.

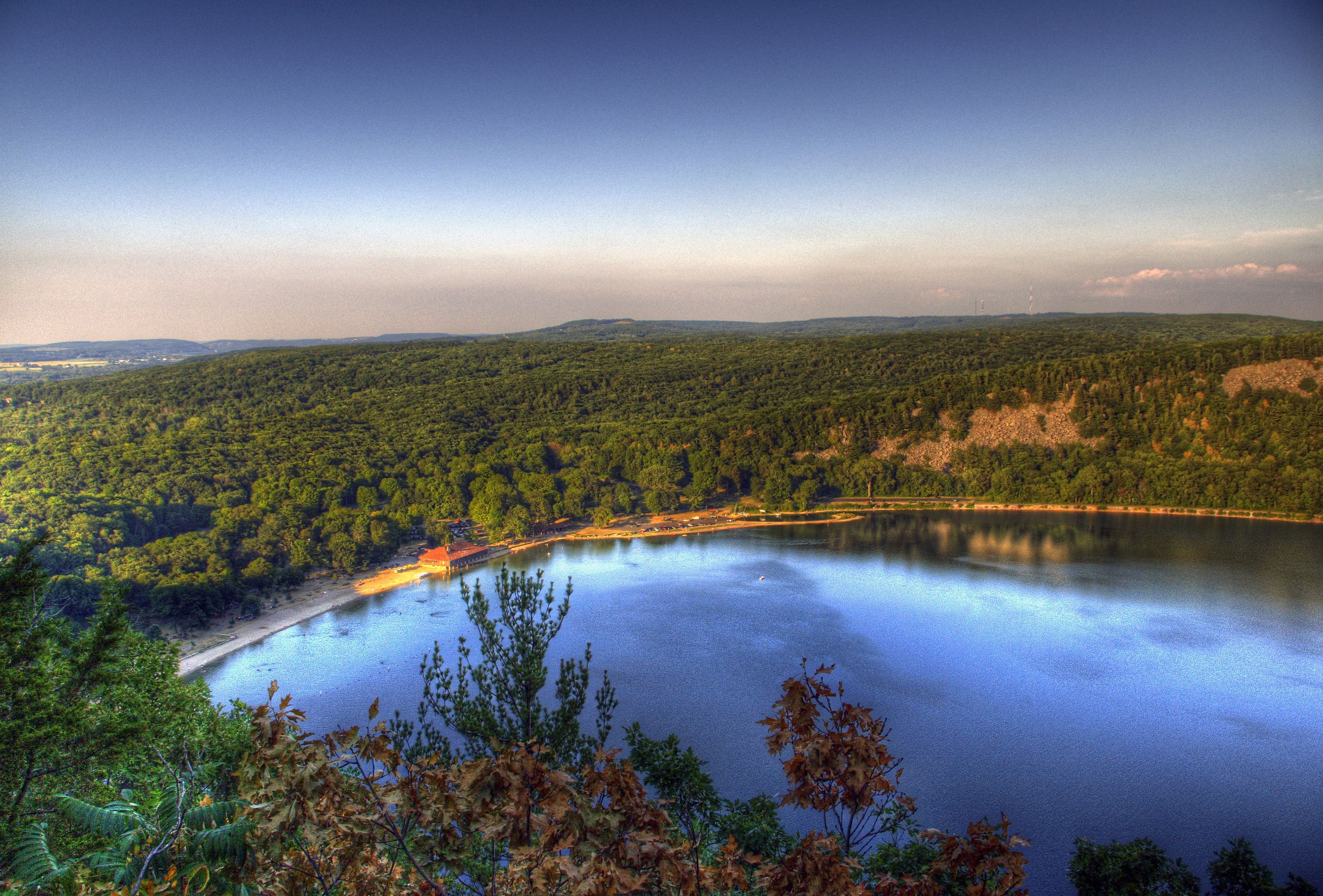
Вид на северный берег Чёртова озера.

Коренные жители территории вокруг озера появились гораздо раньше, чем европейские поселенцы впервые открыли эту землю. Есть доказательства того, что люди заселили эту землю между 12 000 и 16 000 лет назад, но Хо-Чанк говорит о людях, живших там дольше, чем 300 000 лет назад. Первоначально этот район мог быть заселён между 12 000 и 16 000 лет назад, поскольку это было время, когда последний ледник отступил с этой территории. Многие индейские племена по всему Висконсину населяли эти земли. Они называли озеро разными именами, например, Тевакакак или Минневаукан, что на различных индейских языках переводится как «озеро духов».
Озеро Дьявола изначально было ущельем реки Висконсин до последнего ледникового периода. Там, где сейчас находится южный конец озера, река повернула с южного направления на восточное. Во время ледникового периода доля ледника прошла к востоку от холмов Барабу и поднялась вверх по долине реки. Он отложил осадочные материалы, а затем растаял, оставив конечную морену, блокирующую реку, образуя земляную плотину. Ещё одна морена отложилась на северной оконечности озера. В конце концов, река нашла новое русло к востоку от холмов Барабу, где находился ледник, оставив часть речного ущелья между моренами, заполненными водой. Этот водоём — Чёртово озеро.

## Геология
Государственный парк Озеро Дьявола состоит из обрывистых скал, которые считаются одной из самых древних скальных территорий в Северной Америке. Образовавшаяся около 1,6 миллиарда лет назад земля состоит из северных и южных горных хребтов, сложенных кварцитовой породой. Кварцит образовался после того, как древние реки отложили отложения, когда эта земля находилась под водой. Со временем эти осадки превратились в песчаник и подверглись огромному нагреву и давлению, сформировав непористую метаморфическую породу, которая сейчас охватывает долину Барабу. Сама долина состоит из более мягких пород, поскольку активность континентальных плит. sciencing.com. Дата обращения: 7 декабря 2023. привела к тому, что кварцитовая порода сформировалась в то, что сейчас известно как Северный и Южный хребты.

## Температура воды
Температура воды в озере Девилс значительно меняется в течение календарного года. Самая высокая температура воды отмечается в период с июля по август, от 75 до 80 градусов по Фаренгейту. Самая низкая температура воды в году приходится на январь, средняя температура составляет 35 градусов по Фаренгейту. Озеро зимой замерзает, но толщина льда не измерялась.

## Мероприятия на озере Девилс

### Пеший туризм
Государственный парк Девилс-Лейк предлагает 49 миль пешеходных маршрутов, которые различаются в зависимости от уровня сложности, длины и рельефа местности. Среди 17 проложенных маршрутов самой популярной является тропа по обвалившимся камням. Он расположен на берегу озера в западной части и простирается на милю в длину. Тропа заасфальтирована, что делает её доступной для людей с ограниченными возможностями или посетителей, желающих использовать инвалидную коляску; она относится к категории «лёгких». Многие посетители сообщают, что используют эту тропу, чтобы найти место для рыбалки или спрыгнуть со скалы с парашютом. До самой популярной скалы для дайвинга в парке, Rock 8, можно добраться по тропе Tumbled Rocks. Второй маршрут, который следует выделить, — это тропа Ист-Блафф со множеством видов, скальными образованиями и изобилием дикой природы. На протяжении всего маршрута регулярно проявляются скальные образования, но есть и особо выдающиеся проявления. По пути находятся «Слоновья скала» и «Слоновья пещера» — две знаменитые достопримечательности парка. Тропа продолжается на протяжении 1,7 миль, набирая высоту более 500 футов, и, как ожидается, на её прохождение у туристов уйдёт от 1,5 до 3 часов.

### Дикая природа и наблюдение за птицами
По оценкам, в государственном парке Девилс-Лейк гнездятся около 115 видов птиц, в том числе множество уникальных видов. Канадская казарка, кряква, синекрылый чирок, индейка, американский щегол и домовой воробей — одни из самых часто встречающихся птиц. Большая голубая цапля особенно уникальна на озере Девилс. Есть крупные птицы, достигающие 4 футов 5 дюймов в высоту и имеющие размах крыльев, который может достигать 6 ½ футов. Голубые цапли собираются в «лежбищах», то есть в колониях гнёзд. Они путешествуют и живут группами; известны как очень громкие птицы.
В парке также обитают 38 видов млекопитающих: белохвостый олень, енот, рыжая лисица, койот, североамериканский бобр, серая белка, лисья белка, рыжая белка, южная белка-летяга, восточный бурундук и большая коричневая летучая мышь — их, скорее всего, можно увидеть. Чёрных медведей, горных львов и речных выдр можно встретить редко, но их также возможно повстречать в парке.
Лесные гремучие змеи гнездятся вдоль тропинок озера Дьявол. Хотя эти животные вызывают большой страх, с 1900 года в Висконсине было зарегистрировано только два подтверждённых случая смерти от укуса гремучей змеи. Их популяция сокращается, что привело к тому, что они попали в список охраняемых диких животных штата Висконсин. Водяных змей также часто можно увидеть в парковой зоне.

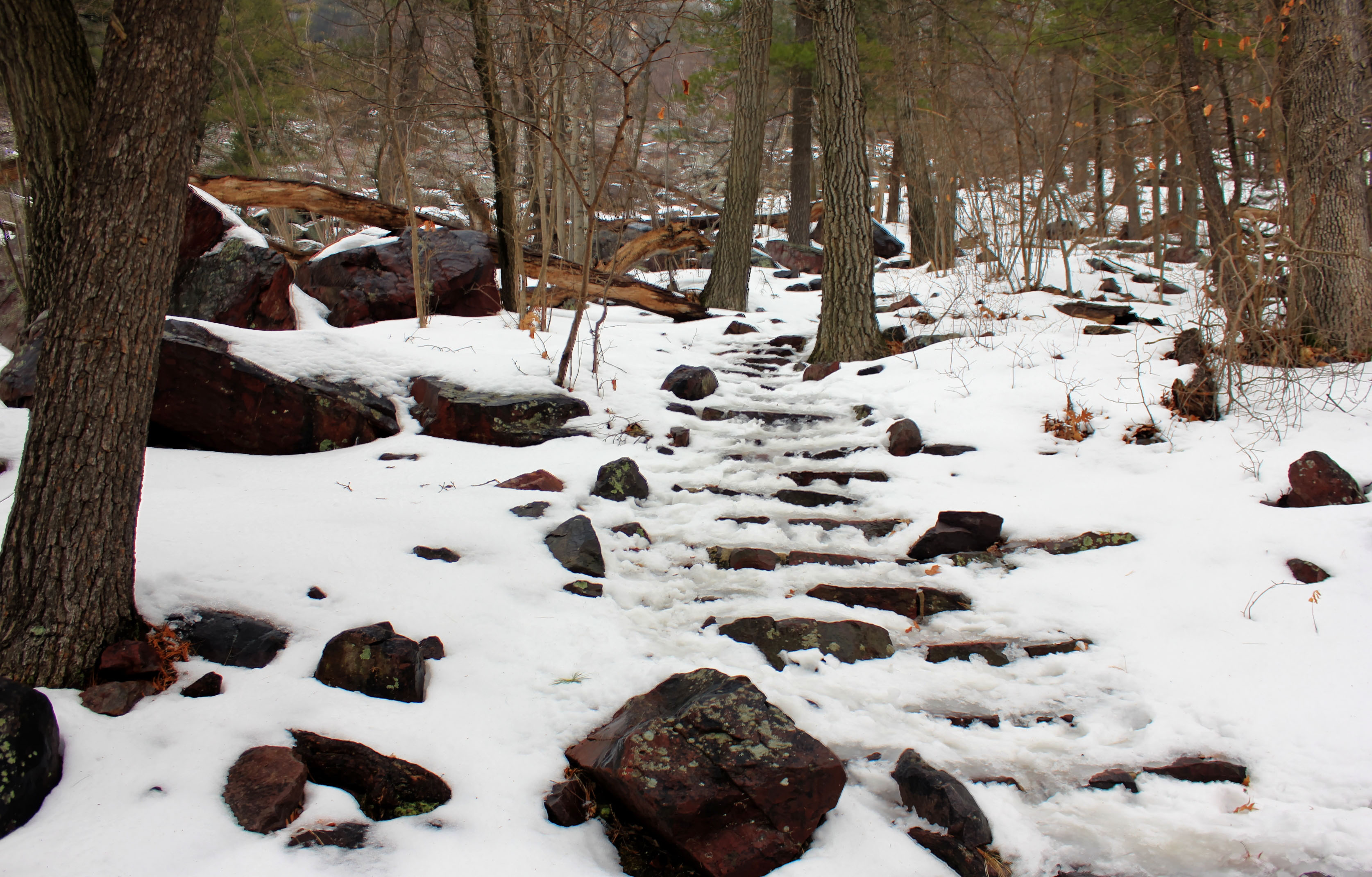
Заснеженные каменные ступени на пути к Голове Дьявола

### Зимние развлечения
Хотя зимой тропы не обслуживаются, они остаются открытыми, что позволяет проводить разнообразные мероприятия.
В государственном парке Девилс-Лейк популярно катание на беговых лыжах. Для катания на лыжах используется кольцевая трасса, которая продходит вдоль Steinke Basin Loop. Тропа не всегда прослеживается и хорошие условия не гарантируются, — однако посетители сообщают, что общие впечатления того стоят.
«Универсальная» тропа Steinke Basin Loop также довольно часто используется для прогулок на снегоступах. Государственный парк Девилс-Лейк позволяет посетителям передвигаться свободно и без ограничений.